# Petruš Vrh
Petruš Vrh is een plaats in de gemeente Ozalj in de Kroatische provincie Karlovac. De plaats telt 14 inwoners (2001).